# Carmelo Ippolito
Carmelo Ippolito es estratega e investigador de gobernanza en el sector de las finanzas descentralizadas (DeFi). Ha colaborado con varias organizaciones centradas en Web3 y blockchain, como Olympus DAO, StableLab, Gauntlet y BlockScience.

## Educación
Ippolito obtuvo una Licenciatura en Ciencias en Filosofía, Política y Economía (PPE) por la Università degli Studi di Milano entre 2008 y 2012.

## Carrera
Desde 2021, Ippolito ha trabajado en el sector de las finanzas descentralizadas (DeFi), centrándose en el diseño de protocolos, modelos económicos y marcos de gobernanza. Ha desempeñado el papel de analista estructural en Olympus DAO, donde participó en el desarrollo de mecanismos relacionados con estrategias de vinculación y liquidez propiedad del protocolo. También ha contribuido a propuestas encaminadas a la diversificación de la tesorería, incluidas iniciativas relacionadas con los bonos DAI.
Posteriormente se incorporó a StableLab, donde trabajó en el desarrollo del marco de gobernanza "n,n", centrándose en modelos adaptativos para organizaciones autónomas descentralizadas (DAO) y en la integración de la inteligencia artificial en el diseño de incentivos. En Gauntlet, contribuyó a modelos de calibración de riesgos, análisis de fases de incentivos y evaluaciones de fusiones de DAO a DAO, incorporando la economía del comportamiento a los sistemas de gobernanza en cadena.
Como socio de BlockScience, Ippolito ha codirigido proyectos de simulación y modelado estructural relacionados con la economía de las DAO, incluida la investigación sobre la reflexividad de la tesorería y el decaimiento de los incentivos. Anteriormente, desempeñó funciones de investigación y análisis en Glassnode, Delphi Labs y Metagov, donde trabajó en el modelado de la liquidez, las estructuras de veToken y los enfoques experimentales de la gobernanza descentralizada.